# Euro-Ring
Der Euro-Ring ist eine permanente Motorsport-Rennstrecke in Ungarn und liegt bei Örkény an der Autobahn M5, auf halber Strecke zwischen dem 50 km entfernten Budapest und Kecskemét.

## Geschichte
Die Strecke wurde am 26. September 2004 eröffnet. 

## Streckenbeschreibung
Die Streckenlänge beträgt in der längsten Variante 2750 Meter, die Breite 10 bis 12 Meter. Es gibt zehn Links- und zwölf Rechtskurven. Die Boxenanlage umfasst 24 Boxen.
Durch zahlreiche Kurzanbindungen und Schikanen lassen sich über ein Dutzend verschiedene Streckenvarianten konfigurieren. 

## Veranstaltungen
Durch einfach durchzuführende Änderungen können auch Kartrennen auf der Strecke veranstaltet werden. Hauptsächlich werden aber Autotests von Journalisten durchgeführt, und auch Publikumsrunden mit dem eigenen Auto oder Motorrad sind beliebt. An bestimmten Tagen findet Leihkart-Betrieb statt.